# 戟葉菜欒藤
戟葉菜欒藤（学名：Xenostegia tridentata）为旋花科戟葉菜欒藤屬下的一个种。其种加词“tridentata”来源于拉丁文“tri-”和“dentatus”，意为“三”和“齿状”。